# Ogunichthys triangularis
Ogunichthys triangularis è un pesce osseo estinto, appartenente agli ittiodectiformi. Visse nel Cretaceo inferiore (Aptiano, circa 125 - 115 milioni di anni fa) e i suoi resti fossili sono stati ritrovati in Brasile.

## Descrizione
Come tutti gli ittiodectiformi, Ogunichthys era dotato di un corpo fusiforme e allungato ma robusto; la pinna dorsale era arretrata e pressoché opposta alla pinna anale, mentre la pinna caudale era profondamente biforcuta. Il cranio era dotato di una bocca rivolta all'insù e fornita di denti acuminati. Ogunichthys si distingueva da tutti gli altri ittiodectiformi per alcune caratteristiche, tra le quali il rapporto tra la profondità della sinfisi mandibolare e quella del processo coronoide, le relazioni tra la lunghezza di questo processo e quella del margine alveolare dell'osso dentale, e soprattutto la presenza di una cresta sopraoccipitale dal margine posteriore frastagliato.

## Classificazione
Il genere Ogunichthys era un membro degli ittiodectiformi, un gruppo di pesci teleostei arcaici comprendenti numerose forme predatrici tipiche del Cretaceo. Ogunichthys triangularis venne descritto per la prima volta nel 2009, sulla base di resti fossili ritrovati nel bacino di Tucano (stato di Bahia, Brasile), in terreni della formazione Marizal. Secondo gli autori della prima descrizione, questo pesce era un membro del sottordine Ichthyodectoidei (sulla base di dieci sinapomorfie condivise con i membri di questo clade), ma non era ascrivibile a nessuna delle famiglie note. Successive ricerche hanno indicato che Ogunichthys potrebbe essere alla base dei veri Ichthyodectoidei, in uno step evolutivo immediatamente successivo a quello dell'affine Dugaldia (Cavin e Berrell, 2019).

## Paleobiogeografia
La formazione geologica in cui sono stati ritrovati i fossili di Ogunichthys indica che, nel periodo in cui viveva questo animale, vi erano mari epicontinentali che si estendevano dalla Tetide caraibica al continente sudamericano. Piuttosto che rappresentare un singolo braccio di mare continuo e ampio, questi mari epicontinentali rifletterebbero eventi tettonici localizzati, che a volte erano caratterizzati da faune peculiari (Alvarado-Ortega e Brito, 2009).